# イエス・イッツ・ミー〜レア・トラックス
『イエス・イッツ・ミー〜レア・トラックス 』（Rare Masters）は、1992年に発表されたエルトン・ジョンのアルバム。

## 解説
様々なアルバム未収録音源をまとめて収録したアルバム。長らくCD化されていなかった『フレンズ〜オリジナル・サウンドトラック』も全曲収録されている。
エルトン・ジョン名義のデビュー・シングル「アイブ・ビーン・ラビング・ユー」や、未収録だったシングルB面曲、「マッドマン」の初期版、ロッド・スチュワートに贈った「レット・ミー・ビー・ユア・カー」のデモなど。
なお、現在1970年代のアルバムには、これらの楽曲がボーナストラックとして収録されている。

## 収録曲
特記の無い限り、作詞：バーニートーピン。作曲：エルトン・ジョン。
- Disc1

1. アイブ・ビーン・ラビング・ユー - I've Been Loving You
  - CD初収録。1968年、エルトン・ジョンのソロ名義デビューシングル。
2. ヒアーズ・トゥ・ザ・ネクスト・タイム - Here's To The Next Time
  - CD初収録。「アイブ・ビーン〜」B面。作詞曲エルトン・ジョン。
3. レディ・サマンサ - Lady Samantha　 
  - 1969年セカンドシングル。ステレオミックスとしてはCD初収録。
4. オール・アクロス・ザ・ヘブン -　All Across The Havens　 
  - 「レディ・サマンサ」B面。
5. イエス・イッツ・ミー -　It's Me That You Need　 
  - 1969年シングル。日本では1971年に来日記念盤として発売され大ヒットした[1]。
6. ストレンジ・レイン -　Just Like Strange Rain　 
  - 「イエス・イッツ・ミー」B面。
7. 悪い月 -　Bad Side Of The Moon　 
  - 1970年シングル「人生の壁」B面。
8. ロックン・ロール・マドンナ -　Rock And Roll Madonna　 
  - 1970年シングル。
9. グレイ・シール -　Grey Seal　 
  - 「ロックン・ロール・マドンナ」B面。後に『黄昏のレンガ路』にバージョン違いで収録。
10. フレンズ - Friends 
  - 以下『フレンズ〜オリジナル・サウンドトラック』を全曲収録。「フレンズ」「ハニー・ロール」以外は初CD収録。
11. ミッシェルの歌 - Michelle's Song
12. 四季のテーマ - Thmeme Seasons (The First Kiss)
13. ミッシェルの歌のバリエーション - Variation On Michelle's Song (A Day In The Country)
14. キャン・アイ・プット・ユー・オン - Can I Put You On
15. ハニー・ロール - Honey Roll
16. フレンズのテーマのバリエーション - Variation On Friends
17. 田園の一日 - I Meant To Do My Work Today (A Day In The Countery)
18. フォー・ムーズス -  Four Moods
19. 四季はめぐり来る - Seasons Reprise

- Disc2

1. マッドマン - Madman Across The Water (demo)
  - 初出音源。アルバム『マッドマン』収録楽曲の初期版。ミック・ロンソンがギターを担当。
2. つよき親父の存在 - Into The Old Man's Shoes　 
  - 1971年シングル「僕の歌は君の歌」B面。
3. ロック・ミー・ホエン・ヒーズ・ゴーン - Rock Me When He's Gone
  - 初出音源。デビュー前に在籍していたバンド、ブルーソロジーでの先輩にあたるジョン・ボルドリー（英語版）に提供した楽曲のデモバージョン。
4. スレイブ - Slave(demo)
  - 初出音源。『ホンキー・シャトー』収録曲のアップテンポバージョン。
5. スカイライン・ピジョン - Skyline Pigeon　 
  - 1973年シングル「ダニエル」B面曲。『エンプティ・スカイ (エルトン・ジョンの肖像)』収録曲のピアノ演奏バージョン。
6. いたずらジャック - Jack Rabbit　 
  - 1973年シングル「土曜の夜は僕の生きがい」B面。
7. 帰っておいで、僕のところに（またうまくやっていける） - Whenever You're Ready (We'll Go Steady Again)
  - シングル「土曜の夜は僕の生きがい」B面。
8. レット・ミー・ビー・ユア・カー - Let Me Be Your Car　 
  - 初出音源。ロッド・スチュワートに提供した楽曲のデモバージョン。
9. スクリュー・ユー - Screw You(Young Man's Blues)
  - 1973年シングル「グッバイ・イエロー・ブリック・ロード」B面。
10. ステップ・イントゥ・クリスマス - Step Into Christmas　 
  - 1973年シングル。
11. ホー，ホー，ホー（七面鳥は誰？） - Ho! Ho! Ho! Who'd Be A Turkey At Christmas　 
  - シングル「ステップ〜」B面。エルトン＆バーニー作。
12. シック・シティ - Sick City　 
  - CD初収録。1974年シングル「僕の瞳に小さな太陽」B面。
13. コールド・ハイウェイ - Cold Highway　 
  - CD初収録。1974年シングル「あばずれさんのお帰り」B面。
14. ワン・デイ - One Day At A Time　 
  - 1974年シングル「ルーシー・イン・ザ・スカイ・ウィズ・ダイアモンズ」B面。
15. アイ・ソー・ハー・スタンディング・ゼア - I Saw Her Standing There （live with ジョン・レノン）
  - 1975年シングル「フィラデルフィア・フリーダム」B面。
16. ハウス・オブ・カード - House Of Cards　 
  - CD初収録。1975年シングル「僕を救ったプリマドンナ」B面曲。
17. プレインズ - Planes
  - 初出音源。未発表曲。
18. シュガー・オンザ・フロア - Sugar On The Floor 
  - CD初収録。1975年シングル「アイランド・ガール」B面。キキ・ディー（英語版）作。